# 甄尋
甄尋（？—10年），西漢更始將軍甄豐之子。受封茂德侯。
甄尋素輕佻，喜漁色，欲娶皇后為妻。王莽招孫豫為婿，因羨生妒，遂假造符命，建議將陝邑（河南省三門峽市）一分為二，讓甄豐和太傅平晏分治，王莽只好照作，以甄豐為右伯，平晏當左伯。甄尋又偽造符命，說希望「黃皇室主」做他的妻子。黃皇室主是王莽的女兒，是漢平帝的皇后，漢平帝當時已故。莽怒曰：「黃皇室主，天下母，此何謂也？」下令逮捕甄尋，甄豐自殺，遂將甄尋、劉棻等數百人，一併誅死。 